# トッキーニョ

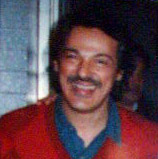
トッキーニョ

トッキーニョ（Toquinho、1946年7月6日 - 、本名：Antonio Pecci Filho）は、ブラジルの歌手、ギタリスト、音楽家。
1946年にバーデン・パウエルの世界ツアーに参加し頭角を現す。約33歳も年上であったヴィニシウス・ヂ・モライスと、作曲家およびパフォーマーとして、1969年頃からヂ・モライスの亡くなる1980年までコラボレーションを続け、数々の楽曲を制作した。日本では、日本のジャズサックスプレイヤー、渡辺貞夫と共演したことでも有名である。

## 代表曲
- ヴィニシウス・ヂ・モライスとの共作

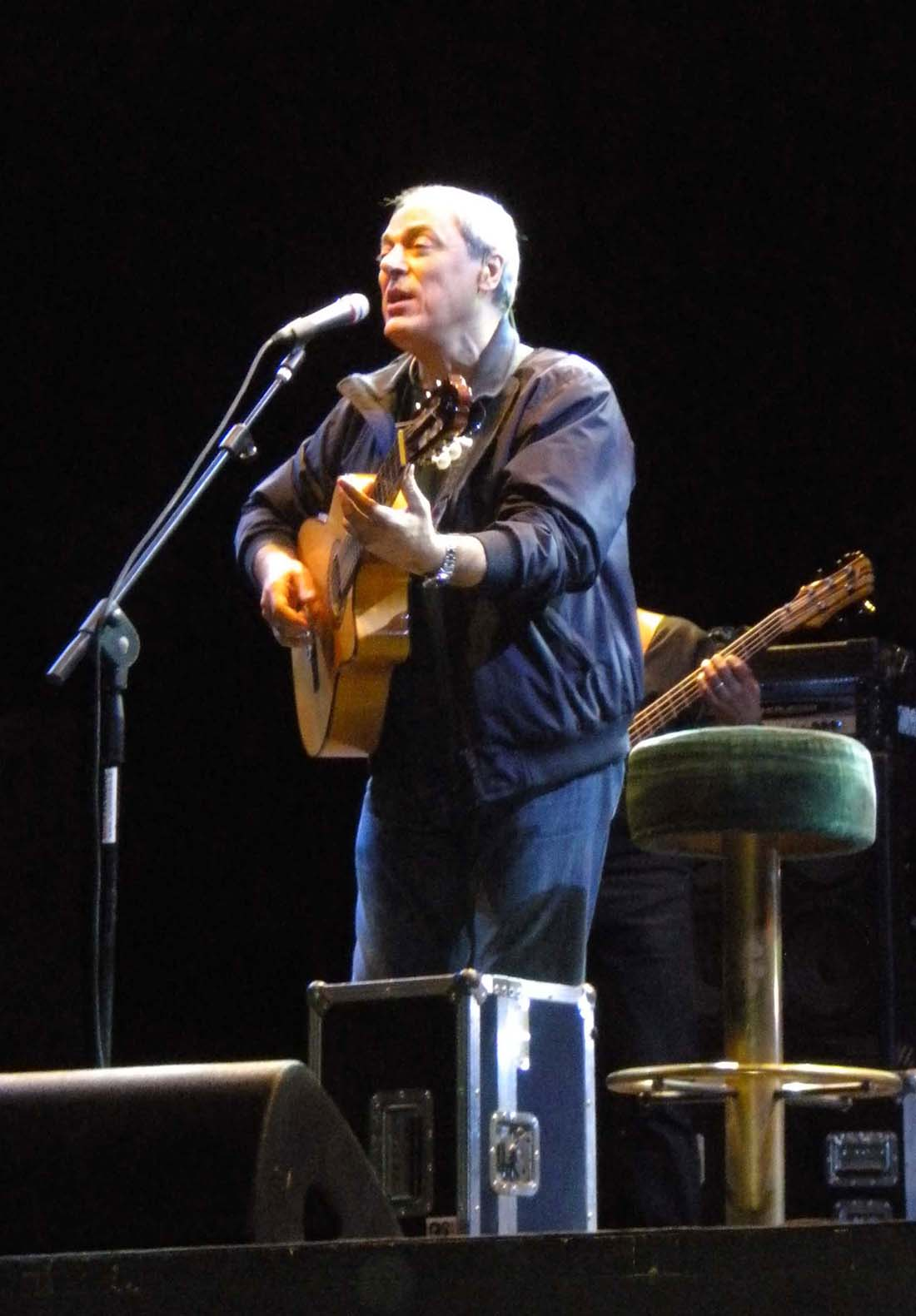
トッキーニョ, in クレモナ, 2010年8月5日

  - トムへの手紙 (Carta ao Tom 74)
  - イタポアンの午後 (Tarde Em Itapoan)
- シコ・ブアルキとの共作
  - オルリーのサンバ (Samba de Orly)